# Guido Westerwelle
Guido Westerwelle (Bad Honnef, 27 de dezembro de 1961 - 18 de março de 2016) foi um político alemão. Foi desde 2001 líder do Partido Democrata Livre (FDP) e foi ainda Ministro das Relações Exteriores da Alemanha e vice-chanceler do Segundo Gabinete Merkel.
Formado em direito, foi secretário geral do FDP entre 1994 e 2001.

## Vida privada
Ao assumir-se como homossexual, Guido Westerwelle deu um contributo para a normalização do estatuto dos homossexuais na Alemanha.
Guido Westerwelle tinha por companheiro o empresário de Colónia Michael Mronz, gestor do CHIO alemão em Aachen e irmão do antigo tenista profissional Alexander Mronz. A forma correta de se referir ao seu companheiro na língua alemã é Lebenspartner, em vez de marido; pois muito embora a Alemanha foi considerada um país pioneiro e progressista em 2011, quando aprovou oficialmente as uniões entre pessoas do mesmo sexo, o casamento gay em si continua em pauta mas não aprovado. Ao contrário do caso do presidente da câmara de Berlim, Klaus Wowereit, outro homossexual assumido, a homossexualidade de Guido Westerwelle não foi tema de grande debate nas campanhas eleitorais. É um facto conhecido, por vezes apontado, mas sempre como um tema da vida privada, pouco relevante para a discussão política, tal como os 4 casamentos de Gerhard Schröder ou o facto de Angela Merkel não ter filhos.

## Literatura
- Guido Westerwelle: Das Parteienrecht und die politischen Jugendorganisationen. Baden-Baden, Nomos, 1994, ISBN 3-7890-3555-6
- Guido Westerwelle (Hrsg.): Von der Gefälligkeitspolitik zur Verantwortungsgesellschaft. Econ Tb., Düsseldorf/München, 1997, ISBN 3-612-26520-2
- Guido Westerwelle: Neuland: Einstieg in einen Politikwechsel. Econ, München, 1998, ISBN 3-430-19602-7
- Guido Westerwelle: Neuland. Die Zukunft des deutschen Liberalismus. ECON München 1999, ISBN 3-612-26658-6
- Guido Westerwelle (Hrsg.): Mein Buch zur Wahl. Econ Tb., 2002, ISBN 3-548-75103-2